# Ilse Stobrawa

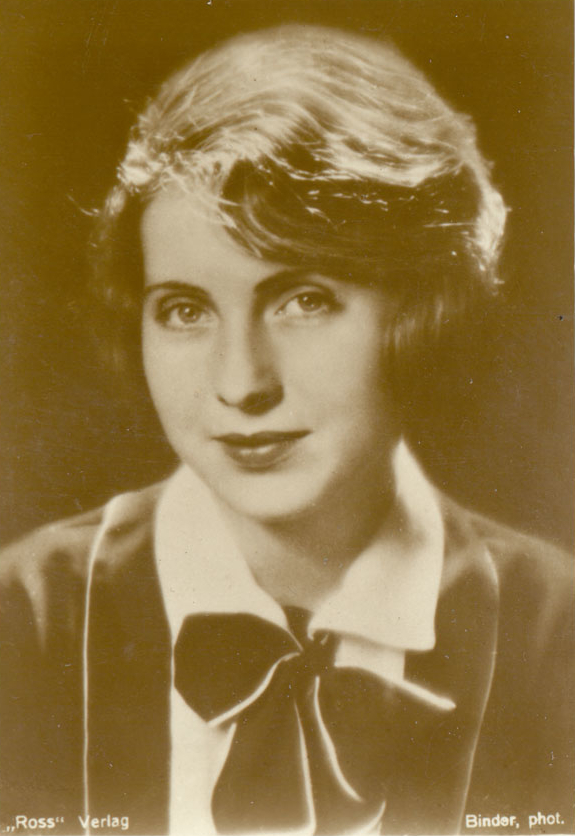
Ilse Stobrawa auf einer Fotografie von Alexander Binder

Ilse Stobrawa (* 9. Februar 1908 in Deutschland; † 1987, vermutlich in der DDR) war bis 1945 eine deutsche Schauspielerin und nach 1945 eine Synchronregisseurin für die DEFA.

## Leben und Wirken
Über Herkunft und Werdegang Stobrawas ist kaum etwas bekannt. Bereits mit nicht einmal 19 Jahren trat sie in einigen späten Stummfilmen vor die Kamera. Ilse Stobrawa wurde zunächst auf Problem- und Jugendfilme festgelegt, spielte aber bis in die ausgehenden 1930er Jahre im Film mehr oder weniger brave Töchter aus gutem Hause sowie junge, hingebungsvolle Ehefrauen wie etwa in dem NS-Propagandafilm Die Reiter von Deutsch-Ostafrika, eine ihrer wenigen Hauptrollen. In der Spielzeit 1931/32 gab sie im Alter von 19 Jahren als Ensemblemitglied des Berliner Theaters in der Klosterstraße auch ihren Einstand auf der Bühne. Weitere Festengagements sind kaum mehr festzustellen.
Nach dem Krieg verschwand Ilse Stobrawa weitgehend aus dem Blickfeld. Sie spielte kein Theater mehr und übernahm beim Film lediglich 1956 eine Regieassistenz für ihren Schwager Fritz Genschow – er hatte 1939 ihre Schwester Renée Stobrawa geheiratet – bei dem bundesdeutschen Jugend- und Kinderfilm Kalle wird Bürgermeister. Stattdessen trat sie frühzeitig in die Dienste der Ostberliner DEFA, wo sie als Synchronregisseurin eingestellt wurde, obwohl sie im Westen der Stadt, in Friedenau, wohnte. Dokumentiert sind etwa anderthalb Dutzend Filme, überwiegend dem kommunistischen Herrschaftsbereich (Osteuropa und China) entstammend, für die Ilse Stobrawa von 1950 bis 1964 die deutschsprachigen DDR-Fassungen anfertigte. Zu einigen dieser Filme steuerte sie auch die deutschen Dialoge bei.

## Filmografie
als Schauspielerin:
- 1928: Der Biberpelz
- 1928: Schneeschuhbanditen
- 1928: Die Republik der Backfische
- 1928: Der Kampf der Tertia
- 1929: Spuren im Schnee
- 1929: Sprengbagger 1010
- 1929: Revolte im Erziehungshaus
- 1930: Der Tanz ins Glück
- 1931: Feind im Blut
- 1933: Der Traum vom Rhein
- 1933: Das Lied vom Glück
- 1934: Die Reiter von Deutsch-Ostafrika
- 1936: Hier irrt Schiller (Kurzfilm)
- 1936: Der neue Schiffsjunge (Kurzfilm)
- 1936: Womit schnurrt die Katze? (Kurzfilm)
- 1937: Die Pfennigschlacht (Kurzfilm)
- 1939: Hurra! Ich bin Papa!
- 1940: Lauter Liebe
- 1942: Diesel
- 1943: Du gehörst zu mir

Synchronregie (kleine Auswahl):
- 1950: Sandor schafft es
- 1953: Frühling
- 1953: Die Ehre des Genossen
- 1954: Verbrannte Beweise
- 1955: Der Sohn
- 1955: Der Richter bin ich
- 1959: Die Kleine
- 1959: … und Frauen werden einen
- 1961: Die grüne Patrouille
- 1961: Das purpurrote Segel
- 1964: Begegnung mit einem Spion

## Einzelnachweis
1. ↑  Ilse Stobrawa (Memento des Originals vom 19. Oktober 2017 im Internet Archive)  Info: Der Archivlink wurde automatisch eingesetzt und noch nicht geprüft. Bitte prüfe Original- und Archivlink gemäß Anleitung und entferne dann diesen Hinweis. auf defa-stiftung.de